# Alberto Ureta
Alberto J. Ureta Ferrande (Ica, Perú, 7 de abril de 1885 - Lima, 15 de mayo de 1966) fue un poeta y diplomático peruano, cuya obra es quizá la más interesante en la poesía modernista de su país. Fue además un gran divulgador de la cultura peruana a escala internacional.

## Biografía
Nacido en Ica, sus padres fueron Alberto L. Ureta y Victoria Ferrande. Era un joven silencioso, meditativo, de pocas palabras y aire triste (Luis Alberto Sánchez). Realizó sus estudios escolares en el Colegio San Luis Gonzaga y cursó estudios universitarios en las facultades de Letras y Jurisprudencia de la Universidad Mayor de San Marcos, de la que se graduó de bachiller (1915) y doctor en Letras (1918); y de bachiller en Jurisprudencia. Se recibió de abogado. Fue secretario privado del presidente Óscar R. Benavides (1914-1915).
Se dedicó a la docencia escolar y universitaria, así como a la carrera diplomática.
Como docente, fue catedrático de Literatura Moderna en San Marcos (1919-1930) e interinamente regentó las asignaturas de Psicología, Lógica y Revisión de Castellano. Fue también profesor de filosofía en el Instituto de Lima y la Escuela Militar; y de Gramática y Literatura en la Escuela Naval y el Colegio Guadalupe.
Como diplomático, fue cónsul general en Madrid durante la guerra civil española (1934-1937), en Lisboa (1938) y en Buenos Aires (1943). Promovido a la categoría de encargado de negocios, regresó a Lisboa (1953-1955). Ya jubilado, regresó a Lima, donde vivió sus últimos años.
Fue además, director del Mercurio Peruano (1925-1927) y de la Nueva Revista Peruana (1929-1930).

## Publicaciones

### Poemarios
- Rumor de almas (1911)
- El dolor pensativo (1917)
- Poemas (1924), compilación de los anteriores.
- Las tiendas del desierto (1930)
- Elegías de la cabeza loca (1937)

### Estudios literarios
- Carlos Augusto Salaverry (1918)
- El espíritu del Renacimiento (1923)
- La desolación romántica de Alfredo de Vigny (1925)
- El enigma de Amarilis (1935)

También compuso textos escolares de Gramática castellana.

## Valoración
Escribió una obra poética que puede enmarcarse por su cuidado y refinamiento en el modernismo, cuyo máximo cultor en el Perú era por entonces José Santos Chocano. Sin embargo, Ureta se distingue por cultivar una vertiente muy íntima y serena. Sus poemas generalmente tienen un tono marcadamente melancólico y reflexionan sobre la vida, el tiempo, y angustias y sentimientos personales. A veces usa para ello imágenes nocturnas y sombrías y otras simplemente sus meditaciones.